# 387 (číslo)
Tři sta osmdesát sedm je přirozené číslo, které následuje po čísle tři sta osmdesát šest a předchází číslu tři sta osmdesát osm. Římskými číslicemi se zapisuje CCCLXXXVII a řeckými číslicemi τπζ.

## Matematika
387 je:
- Deficientní číslo
- Nešťastné číslo

## Astronomie
- (387) Aquitania je planetka hlavního pásu, kterou objevil v roce 1894 Fernand Courty

## Doprava
- Silnice II/387 je česká silnice II. třídy vedoucí na trase Vír – Štěpánov nad Svratkou – Nedvědice – [1][2][3]

## Ostatní
- +387 je mezinárodní telefonní předvolba Bosny a Hercegoviny

## Roky
- 387
- 387 př. n. l.